# Eric Houghton
William Eric Houghton (Billingborough, 29 giugno 1910 – Sutton Coldfield, 1º maggio 1996) è stato un calciatore e allenatore di calcio inglese, di ruolo attaccante.

## Carriera
Ha firmato per l'Aston Villa all'età di diciassette anni e in tutta la sua permanenza al Villa Park (vent'anni) ha segnato 170 reti in 392 partite. Ha anche ottenuto 7 convocazioni per l'Inghilterra. Ha segnato direttamente su calcio di punizione circa trenta dei suoi gol.
Ha chiuso la carriera al Notts County.
È poi stato il manager dei Villans, dal 1953 al 1958, vincendo l'FA Cup 1956-1957. Successivamente, ha allenato anche il Notts County, prima di ritornare al Villa in veste di dirigente.
Ha giocato anche con qualche squadra di cricket.

## Palmarès

### Calcio

#### Giocatore

##### Club

###### Competizioni nazionali
- Second Division: 1

Aston Villa: 1937-1938

### Allenatore

#### Competizioni nazionali
- Coppa d'Inghilterra: 1

Aston Villa: 1956-1957
- Third Division South: 1

Notts County: 1949-1950